# Kasibu
Kasibu (Bayan ng  Kasibu) es un municipio filipino de tercera categoría perteneciente a la provincia de Nueva Vizcaya en la Región Administrativa de Valle del Cagayán, también denominada Región II.

## Geografía
Tiene una extensión superficial de 318.80 km² y según el censo del 2007, contaba con una población de 31.515 habitantes y 5.200 hogares; 33.379 habitantes el día primero de mayo de 2010

### Barangayes
Kasibu se divide administrativamente en 30 barangayes o barrios, 29 de  carácter rural y solamente la población Alloy es de carácter urbano:
| - Antutot - Alimit - Alloy (Población) - Bilet - Binogawan - Bua - Biyoy - Capisaan - Cordon - Didipio - Dine - Kakiduguen - Lupa - Macalong - Malabing | - Muta - Pao - Papaya - Pudi - Tokod - Seguem - Tadji - Wangal - Watwat - Camamasi - Catarawan - Nantawacan - Alloy - Kongkong - Pacquet (Reserva de Ilongotes) |

## Política
Su Alcalde (Mayor) es Alberto D. Bumolo, Jr.

## Historia
Mucho antes de la creación de este municipio en dicho territorio se encontraba  una escuela y un destacamento policial para los ilongotes, ahora llamados oficialmente Bukalots. Se trataba de personas en estado semi-salvaje y vagabundos, lo que hizo necesaria la creación de una especie de gobierno para administrar el lugar.
Por esta razón, durante el mandato del gobernador Catañeda, la junta provincial pidió autorización para la creación de  un distrito municipal irregular  supervisado y administrado directamente por el gobernador provincial.
El municipio de Kasibu data del año 1925.

## Fiestas locales
- El festival Puguan se celebra todos los años entre los día 18  y 20 del mes de abril.
- Fiesta patronal en honor de San Patricio el día 17 de marzo.[5]